# Alajärvi
Alajärvi este o comună din Finlanda.